# Карельская армия (Финляндия)
Каре́льская а́рмия (фин. Karjalan armeija, Kar. A) — воинское формирование Финляндии во время Советско-финской войны 1941—1944 годов.

## Формирование
22 июня 1941 года Германия начала боевые действия против СССР. Ранним утром 25 июня силы советской авиации нанесли авиаудар по территории Финляндии, которая предоставила свои аэродромы под базы Люфтваффе. После этого Финляндия, будучи союзником Германии, также вступила в войну против СССР.
Неделю спустя, 29 июня, с территории Финляндии против СССР началось совместное наступление финских и германских войск. В тот же день главнокомандующий вооружённых сил Финляндии (фин. Puolustusvoimien ylipäällikkö) Густав Маннергейм отдал приказ о формировании Карельской армии, которая была «призвана ударить по врагам и достигнуть реки Свирь и Онежского озера». Командующим армией из ста тысяч бойцов стал Эрик Хейнрикс.

## Организация
Армия состояла из двух корпусов и одной отдельной группы.
- VII корпус (VII armeijakunta)
- VI корпус (VI armeijakunta)
- Группа Ойнонен (Группа O)

Корпус состоял из 5 пехотных дивизий. В группу О входили кавалерийская бригада и две бригады егерей. Впоследствии в состав Карельской Армии была также включена немецкая 163-я пехотная дивизия.

## Наступление
Карельская армия начала боевые действия 10 июля 1941 года с наступления в Восточной Карелии. Цель наступления — восстановить финский контроль над территориями, утраченными во время Зимней войны 1939-40 гг., а также продвинуть границу дальше на восток. На северном фланге наступление поддерживала независимая 14-я дивизия, а на юге — войска, действовавшие на Карельском перешейке.
Благодаря использованию егерских частей наступление развивалось успешно. В октябре был занят город Петрозаводск. Город был переименован и получил название Äänislinna. К концу августа армия овладела всей Ладожской Карелией. Осенью 1941 года части Карельской армии заняли позиции вдоль реки Свирь между Ладожским и Онежским озёрами.
В декабре был занят город Медвежьегорск.
После завершения наступательной фазы войны Карельская Армия была расформирована, а 1 марта 1942 года на базе распущенной Карельской Армии была создана Олонецкая войсковая группа.

## Командующие
- Генерал от инфантерии Эрик Хейнрикс 29 июня 1941 — 29 января 1942
- генерал-лейтенант Леннарт Эш (временно) 29 января 1942 — 1 марта 1942